# Levern Tart
Levern Donihue Tart (ur. 25 lutego 1942 w Marion, zm. 22 czerwca 2010 w Nowym Jorku) – amerykański koszykarz, występujący na pozycji rzucającego obrońcy.

## Osiągnięcia
Na podstawie, o ile nie zaznaczono inaczej.
College
- Mistrz turnieju National Invitational Tournament (NIT – 1964)
- MVP turnieju NIT (1964)[3]
- Zaliczony do I składu Missouri Valley Conference (1964)

EPBL
- Wicemistrz EPBL (1966)

ABA
- Uczestnik meczu gwiazd ABA (1968, 1970)[4][5][6]